# Ariana Washington
Ariana Washington (Estados Unidos, 27 de agosto de 1996) es una atleta estadounidense especializada en la prueba de 100 m, en la que consiguió ser campeona mundial juvenil en 2013.

## Carrera deportiva
En el Campeonato Mundial Juvenil de Atletismo de 2013 ganó la medalla de oro en los 100 metros, llegando a meta en un tiempo de 11.40 segundos, tras su paisana Ky Westbrook y por delante de la ecuatoriana Ángela Tenorio. También ha ganado el bronce en los 200 metros, con un tiempo de 23.20 segundos, tras la sueca Irene Ekelund y de nuevo la ecuatoriana Ángela Tenorio (plata).